# Red Grant
Donald 'Red' Grant é uma personagem, criada por Ian Fleming, do livro e do filme de James Bond Moscou contra 007. Assassino integrante da organização terrorista SPECTRE, Grant é um capanga da vilã Rosa Klebb destacado para matar o agente 007. Foi interpretado nas telas pelo ator britânico Robert Shaw.

## Características
Seu estereótipo de homem alto, forte e louro tornou-se uma característica física comum de outros capangas em filmes posteriores, como: Eric Kriegler, Necros e Stamper. Sua assinatura mortal é o garroteamento de suas vítimas, com uma fina linha de aço incrustada em seu relógio de pulso.

## Filme
Grant é um irlandês que trabalha para a SPECTRE e é destacado para matar o agente do MI-6 James Bond, em vingança pela morte do Dr. No, um dos líderes da organização, morto por ele no filme anterior. No ínício do filme, antes dos créditos iniciais, Grant aparece numa aparente caçada humana a Bond num jardim, a quem acaba matando estrangulado num garrote. Mas a vítima de Grant na verdade era outro homem, usando uma máscara com o rosto de 007, revelado quando ela é retirada do cadáver no chão, e a caçada era um treinamento para Grant.
Nas primeiras cenas em que aparece, Grant atua como uma sombra de Bond, vigiando seus passos, chegando a agir como anjo-protetor do espião quando tentam matá-lo num acampamento cigano, matando um franco-atirador búlgaro que tentava matar 007 e outro num mosteiro, quando Bond vai fazer contato com Tatiana Romanova. Sua função de guardião de Bond era para impedir que algo o acontecesse até seu contato com a agente russa, de acordo com os planos de Rosa Klebb e da SPECTRE.
O confronto de Red com Bond vem no meio do filme. Depois de se passar por um agente aliado para 007, tentando conquistar sua confiança dele, Grant mata Ali Kerim Bey, o contato de Bond na Turquia e dopa Tatiana Romanova, no trem do Orient Express que os leva à Itália. Com Bond sob a mira de uma pistola no compartimento do vagão, Grant esclarece sua identidade real de agente da SPECTRE e mostra a ele um filme das relações amorosas num quarto de hotel entre ele e Romanova - filmado através de um espelho falso por Rosa Klebb - plano da organização para humilhar Bond e constranger o MI-6, enviando o filme para as agências de notícias ocidentais.
Num descuido de Grant, Bond o ataca e na furiosa luta que se segue, depois de quase enforcado pelo garrote de Red Grant, Bond o esfaqueia no braço, o enforca com sua própria linha de aço e tira o dinheiro que tinha dado.